# Oľga Algayerová

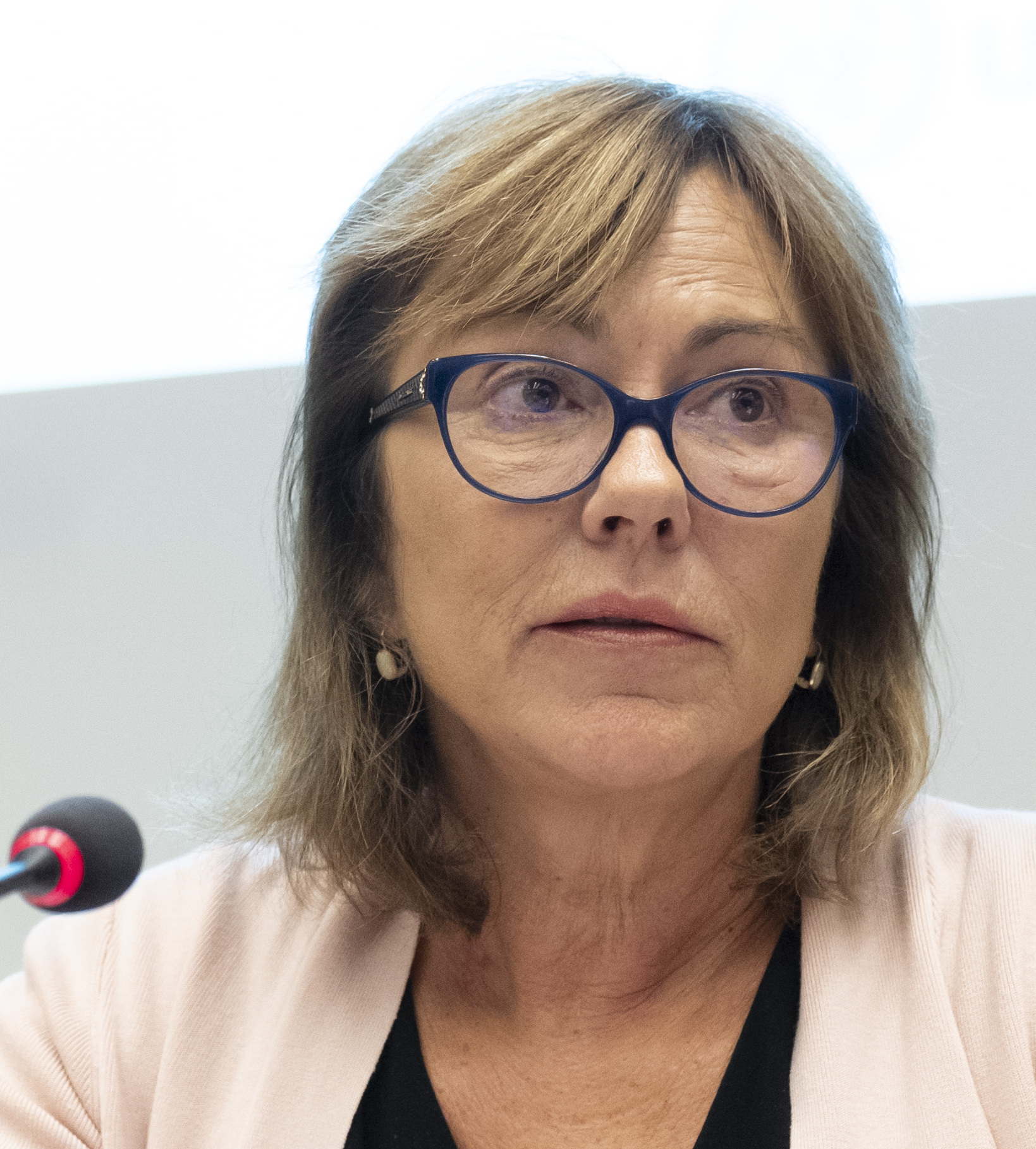
Oľga Algayerová, 2018

Oľga Algayerová (geboren 1959) ist eine slowakische Diplomatin. Sie war von 2017 bis 2023 Exekutivsekretärin der Wirtschaftskommission für Europa der Vereinten Nationen (UNECE).

## Ausbildung
Oľga Algayerová studierte an der Wirtschaftsuniversität in Bratislava und schloss mit einem Diplom als Wirtschaftsingenieurin ab. Sie erwarb einen MBA an der Business School der Open University in Großbritannien und einen Master in Zeitgenössischer Diplomatie an der Universität Malta.

## Karriere
Von 2004 bis 2006 war Algayerová für das Außenhandelsgeschäft von Zentiva International zuständig. 2006 wurde sie Staatssekretärin im slowakischen Außenministerium, 2010 wurde sie Präsidentin der slowakischen Organisation für die Millenniums-Entwicklungsziele. Ab 2012 war sie Ständige Repräsentantin ihres Landes bei den Internationalen Organisationen in Wien, wo sie bis 2017 tätig war.
Am 13. April 2017 ernannte UN-Generalsekretär  António Guterres Oľga Algayerová zur Exekutivsekretärin der UN-Wirtschaftskommission für Europa (UNECE). Am 1. Juni 2017 trat sie das Amt als Nachfolgerin des Dänen Christian Friis Bach an. 2023 wurde die Moldauerin Tatiana Molcean ihre Nachfolgerin.

## Privates
Algayerová bekennt sich zu den Zielen von International Gender Champions, einer Vereinigung, die sich für Geschlechtergerechtigkeit in internationalen Organisationen einsetzt.

## Quellnachweise
1. ↑  https://www.un.org/sg/en/content/senior-management-group abgerufen am 23. Dezember 2019
2. 1 2 3  https://www.unece.org/press/execsec/current_exec.html abgerufen am 23. Dezember 2019
3. ↑  https://genderchampions.com/champions/olga-algayerova abgerufen am 23. Dezember 2019

| Personendaten    | Personendaten                       |
| ---------------- | ----------------------------------- |
| NAME             | Algayerová, Oľga                    |
| ALTERNATIVNAMEN  | Algayerova, Olga                    |
| KURZBESCHREIBUNG | slowakische Ökonomin und UN-Beamtin |
| GEBURTSDATUM     | 1959                                |